# Baofeng, Yunnan
Baofeng (kinesiska: 宝丰, 宝丰乡) är en socken i Kina. Den ligger i provinsen Yunnan, i den sydvästra delen av landet, omkring 340 kilometer väster om provinshuvudstaden Kunming. Antalet invånare är 16 730. Befolkningen består av 7 935 kvinnor och 8 795 män. Barn under 15 år utgör 17,0 %, vuxna 15-64 år 3 061 %, och äldre över 65 år 9,0 %.
Genomsnittlig årsnederbörd är 1 080 millimeter. Den regnigaste månaden är juli, med i genomsnitt 291 mm nederbörd, och den torraste är januari, med 7 mm nederbörd.